# 查克的一生
《查克的一生》（英語：The Life of Chuck）是2024年美国奇幻劇情片，由麥可·弗拉納根执导，改编自2020年在斯蒂芬·金小说集《解决那个局外人》中出版的同名中篇小說。电影由汤姆·希德勒斯顿、切瓦特·艾乔福、凯伦·吉兰、雅各·特倫布雷和馬克·漢米爾主演。
电影于2024年9月6日在多伦多国际电影节首映，获大奖观众票选奖；2025年6月6日在美國上映。

## 演员
- 汤姆·希德勒斯顿 饰 查尔斯·“查克”·克兰兹（Charles "Chuck" Krantz）
  - 本杰明·帕亚克（Benjamin Pajak）、科迪·弗拉纳根（Cody Flanagan）、雅各·特倫布雷 饰 年轻的查克
- 馬克·漢米爾 饰 阿尔比·克兰兹（Albie Krantz）
- 切瓦特·艾乔福 饰 马蒂·安德森（Marty Anderson）
- 凯伦·吉兰 饰 费丽希雅·戈登（Felicia Gordon）
- 泰勒·戈登（Taylor Gordon）饰 泰勒·弗兰克（Taylor Frank）
- 米娅·萨拉（英语：Mia Sara） 饰 莎拉·克兰兹（Sarah Krantz）
- 特里尼蒂·布利斯（英语：Trinity Bliss） 饰 凯·麦考伊（Cat McCoy）
- 馬修·里沃德 饰 古斯（Gus）
- 欧琳卡·乔彻 饰 吉妮·克兰兹（Ginny Krantz）
- 安东尼奥·劳尔·科博（英语：Antonio Raul Corbo） 饰 布萊恩·克蘭茨（Brian Krantz）
- 哈维·吉兰（英语：Harvey Guillén） 饰 道格叔叔（Uncle Doug）
- 大衛·達斯馬齊連 饰 喬許（Josh）
- 凯特·西格尔（英语：Kate Siegel） 饰 理查兹小姐（Miss Richards）
- 卡尔·伦布利（英语：Carl Lumbly） 饰 萨姆·亚伯勒（Sam Yarbrough）
- 安娜麗絲·巴索 饰 珍妮丝·哈利迪（Janice Halliday）
- 萨曼莎·斯洛扬（英语：Samantha Sloyan） 饰 罗尔巴赫小姐（Miss Rohrbacher）
- 拉胡尔·科利（英语：Rahul Kohli） 饰 布里（Bri）
- 邁克·特魯科 饰 迪倫之父
- 维奥莱特·麦格劳（英语：Violet McGraw） 饰 莉莉（Lily）
- 莫莉·奎恩 饰 查克之母
- 希瑟·蘭堅坎普 饰 薇拉（Vera）
- 尼克·奧佛曼 饰 旁白

## 制作
2020年7月，戴倫·艾洛諾夫斯基旗下的制片公司原生动物影业买下斯蒂芬·金小说《查克的一生》的影视改编版权。2023年5月，电影正式公布，由麥可·弗拉納根执导，汤姆·希德勒斯顿和馬克·漢米爾主演，其中弗拉纳根曾将金的多部小说搬上银幕，包括2017年的《傑羅德遊戲》和2019年的《安眠醫生》；消息指影片风格将沿袭《伴我同行》（1986年）、《肖申克的救赎》（1994年）、《綠里奇蹟》（1999年）等金小说改编电影。
2023年10月，时值美国演员工会大罢工，剧组凭借美国演员工会签订的临时协议，于亚拉巴马州开机；Deadline Hollywood称切瓦特·艾乔福、凯伦·吉兰和雅各·特倫布雷加盟剧组。完整的演出阵容名单由弗拉纳根在几天后公布。同年11月16日，电影杀青。
2023年12月，消息指弗拉纳根和之前的几部电影一样，在本片中兼任剪辑。2024年4月，弗拉纳根的长期合作伙伴纽顿兄弟宣布出任配乐作曲。

## 发行
电影于2024年9月6日在2024年多伦多国际电影节首映。

## 反响
根据評論匯總网站爛番茄汇总的26篇评论文章，88%的评论家给予该作正面评价，平均打分为7.4分（满分10分）。在Metacritic上，9位影評人共給予了66分的分數（滿分100分），這部電影獲得了「普遍好評」。

### 奖项
| 大奖             | 颁奖日期      | 奖项       | 提名人        | 结果 | 参考   |
| ---------------- | ------------- | ---------- | ------------- | ---- | ------ |
| 多倫多國際電影節 | 2024年9月15日 | 观众票选奖 | 麥可·弗拉納根 | 獲獎 | [ 15 ] |